# Super League 2012/13 (Schweiz)
Die Super League 2012/13 war die 116. Spielzeit der höchsten Schweizer Spielklasse im Fussball der Männer. Sie begann am 13. Juli 2012 mit dem Spiel FC Sion – FC Basel (0:1), wurde vom 2. Dezember 2012 bis zum 9. Februar 2013 durch die Winterpause unterbrochen und am 1. Juni 2013 mit der 36. Runde beendet. Es nahmen zehn Mannschaften teil.
Titelverteidiger FC Basel wurde wieder, zum 16. Mal und zum vierten Mal in Folge, Schweizer Meister, wobei der Titel erst nach der 36. und letzten Runde nach dem 1:0-Heimsieg gegen den FC St. Gallen am 1. Juni 2013 feststand. Der Servette FC stieg als abgeschlagener Tabellenletzter nach nur zwei Saisons in der Super League in die Challenge League ab.

## Modus
In der Super League traten die zehn Vereine je viermal gegen jeden Gegner an, zweimal im heimischen Stadion, zweimal auswärts. Insgesamt absolvierte so jedes Team 36 Spiele.
Die Barrage entfiel, der Letztplatzierte stieg in die Challenge League ab.
Da die Schweiz in der UEFA-Fünfjahreswertung auf den 14. Rang vorgestossen war, erhielt der Vizemeister ebenfalls das Startrecht zur Qualifikation der UEFA Champions League 2013/14.
Beide Vereine begannen in der dritten Runde der Qualifikation. Der Schweizer Meister nahm dabei an der Champions-Route teil, der Vizemeister erhielt die Chance, sich über den Platzierungsweg ebenfalls für die Königsklasse zu qualifizieren.

## Statistiken

### Tabelle
| Pl. | Verein                  | Sp. | S  | U  | N  | Tore    | Diff. | Punkte |
| --- | ----------------------- | --- | -- | -- | -- | ------- | ----- | ------ |
| 1.  | FC Basel (M, C)         | 36  | 21 | 9  | 6  | 061:310 | +30   | 72     |
| 2.  | Grasshopper Club Zürich | 36  | 20 | 9  | 7  | 048:320 | +16   | 69     |
| 3.  | FC St. Gallen (N)       | 36  | 17 | 8  | 11 | 054:360 | +18   | 59     |
| 4.  | FC Zürich               | 36  | 16 | 7  | 13 | 062:480 | +14   | 55     |
| 5.  | FC Thun                 | 36  | 13 | 9  | 14 | 044:460 | −2    | 48     |
| 6.  | FC Sion                 | 36  | 13 | 9  | 14 | 040:540 | −14   | 48     |
| 7.  | BSC Young Boys          | 36  | 11 | 10 | 15 | 048:500 | −2    | 43     |
| 8.  | FC Luzern               | 36  | 10 | 12 | 14 | 041:520 | −11   | 42     |
| 9.  | FC Lausanne-Sport       | 36  | 8  | 9  | 19 | 032:510 | −19   | 33     |
| 10. | Servette FC             | 36  | 6  | 8  | 22 | 032:620 | −30   | 26     |

| (M) | Amtierender Schweizer Meister               |
| (C) | Amtierender Schweizer Cupsieger             |
| (N) | Aufsteiger aus der Challenge League 2011/12 |

### Tabellenverlauf

#### Tabellenletzter
| Farblegende                                                        |
| FC Sion FC St. Gallen Grasshopper Club Zürich FC Basel Servette FC |

### Kreuztabelle
Die Kreuztabelle stellt die Ergebnisse aller Spiele dieser Saison dar. Die Heimmannschaft ist in der mittleren Spalte aufgelistet und die Gastmannschaft mit dem Vereinswappen in der obersten Reihe.
| Hinrunde (Runden 1–18) | Hinrunde (Runden 1–18)  | Hinrunde (Runden 1–18) | Hinrunde (Runden 1–18) | Hinrunde (Runden 1–18) | Hinrunde (Runden 1–18) | Hinrunde (Runden 1–18) | Hinrunde (Runden 1–18) | Hinrunde (Runden 1–18) | Hinrunde (Runden 1–18) | 2012/13                 | Rückrunde (Runden 19–36) | Rückrunde (Runden 19–36) | Rückrunde (Runden 19–36) | Rückrunde (Runden 19–36) | Rückrunde (Runden 19–36) | Rückrunde (Runden 19–36) | Rückrunde (Runden 19–36) | Rückrunde (Runden 19–36) | Rückrunde (Runden 19–36) | Rückrunde (Runden 19–36) |
| ---------------------- | ----------------------- | ---------------------- | ---------------------- | ---------------------- | ---------------------- | ---------------------- | ---------------------- | ---------------------- | ---------------------- | ----------------------- | ------------------------ | ------------------------ | ------------------------ | ------------------------ | ------------------------ | ------------------------ | ------------------------ | ------------------------ | ------------------------ | ------------------------ |
| FC Basel               | Grasshopper Club Zürich | Lausanne-Sport         | FC Luzern              | Servette Genf          | FC Sion                | Fc St.Gallen           | FC Thun                | BSC Young Boys         | FC Zürich              | Verein                  | FC Basel                 | Grasshopper Club Zürich  | Lausanne-Sport           | FC Luzern                | Servette Genf            | FC Sion                  | FC St. Gallen            | FC Thun                  | BSC Young Boys           | FC Zürich                |
|                        | 4:0                     | 2:0                    | 2:2                    | 3:2                    | 4:1                    | 1:0                    | 3:1                    | 2:0                    | 0:0                    | FC Basel                |                          | 0:0                      | 2:0                      | 0:3                      | 2:0                      | 3:0                      | 1:0                      | 1:0                      | 3:0                      | 3:1                      |
| 2:2                    |                         | 1:1                    | 2:0                    | 1:0                    | 0:2                    | 1:0                    | 1:0                    | 3:2                    | 1:0                    | Grasshopper Club Zürich | 1:0                      |                          | 4:1                      | 0:0                      | 2:0                      | 1:1                      | 3:1                      | 0:2                      | 2:0                      | 0:1                      |
| 1:1                    | 0:2                     |                        | 1:0                    | 5:1                    | 0:2                    | 0:1                    | 3:0                    | 2:1                    | 0:2                    | FC Lausanne-Sport       | 1:2                      | 0:0                      |                          | 3:0                      | 3:0                      | 1:3                      | 1:3                      | 2:4                      | 0:0                      | 1:1                      |
| 1:0                    | 0:2                     | 0:0                    |                        | 1:1                    | 0:3                    | 1:1                    | 2:1                    | 1:2                    | 1:1                    | FC Luzern               | 0:4                      | 1:1                      | 1:0                      |                          | 1:1                      | 2:0                      | 2:0                      | 0:0                      | 3:1                      | 1:1                      |
| 0:1                    | 2:0                     | 0:1                    | 0:2                    |                        | 0:2                    | 1:1                    | 0:0                    | 1:1                    | 1:1                    | Servette FC             | 1:2                      | 0:1                      | 1:0                      | 3:4                      |                          | 4:0                      | 1:3                      | 2:0                      | 0:1                      | 1:2                      |
| 1:1                    | 1:1                     | 1:1                    | 3:2                    | 1:0                    |                        | 0:3                    | 2:1                    | 1:0                    | 2:2                    | FC Sion                 | 0:1                      | 0:4                      | 0:1                      | 2:1                      | 1:1                      |                          | 1:0                      | 0:1                      | 0:0                      | 4:2                      |
| 2:1                    | 1:1                     | 2:1                    | 1:1                    | 2:0                    | 0:3                    |                        | 1:0                    | 1:1                    | 3:1                    | FC St. Gallen           | 1:1                      | 1:2                      | 3:1                      | 4:0                      | 4:1                      | 5:0                      |                          | 0:0                      | 3:1                      | 1:2                      |
| 3:2                    | 2:3                     | 0:0                    | 2:1                    | 3:0                    | 1:1                    | 0:1                    |                        | 2:1                    | 1:4                    | FC Thun                 | 2:2                      | 1:0                      | 2:0                      | 1:1                      | 1:1                      | 4:0                      | 3:0                      |                          | 2:2                      | 0:4                      |
| 1:1                    | 0:1                     | 0:0                    | 2:1                    | 6:2                    | 3:1                    | 0:0                    | 3:0                    |                        | 4:1                    | BSC Young Boys          | 0:1                      | 4:0                      | 3:1                      | 3:2                      | 0:2                      | 0:0                      | 2:0                      | 1:2                      |                          | 2:4                      |
| 1:2                    | 0:1                     | 4:0                    | 0:2                    | 0:2                    | 1:0                    | 0:2                    | 0:2                    | 1:1                    |                        | FC Zürich               | 3:1                      | 2:4                      | 2:0                      | 4:1                      | 4:0                      | 3:1                      | 1:3                      | 2:0                      | 4:0                      |                          |

### Torschützenliste
| Pl.      | Name               | Team                                    | Tore |
| -------- | ------------------ | --------------------------------------- | ---- |
| 1.       | Ezequiel Scarione  | FC St. Gallen                           | 21   |
| 2.       | Marco Streller     | FC Basel                                | 14   |
| 3.       | Josip Drmić        | FC Zürich                               | 13   |
| 3.       | Marco Schneuwly    | FC Thun                                 | 13   |
| 5.       | Anatole Ngamukol 1 | FC Thun (6) Grasshopper Club Zürich (6) | 12   |
| 6.       | Amine Chermiti     | FC Zürich                               | 10   |
| 7.       | Mario Gavranović   | FC Zürich                               | 9    |
| 7.       | Raphaël Nuzzolo    | BSC Young Boys                          | 9    |
| 9.       | Izet Hajrović      | Grasshopper Club Zürich                 | 8    |
| 9.       | Léo Itaperuna      | FC Sion                                 | 8    |
| 9.       | Chris Malonga      | Lausanne-Sport                          | 8    |
| Endstand |                    |                                         |      |

### Mannschaften
In der Saison 2012/13 bildeten die zehn folgenden Vereine die Raiffeisen Super League:
|                         | Team                    | Trainer | Ausrüster  | Sponsor                  |
| ----------------------- | ----------------------- | --- | ---------- | ------------------------ |
| FC Basel                | FC Basel                | Heiko Vogel (1-12) Murat Yakin (13-36) | adidas     | Novartis                 |
| BSC Young Boys          | BSC Young Boys          | Martin Rueda (1-26) Bernard Challandes (27-36) | JAKO       | Bauhaus                  |
|                         | Servette FC             | João Alves (1-8) Sébastien Fournier (9-36) | 14fourteen | Journal GHI              |
| FC Lausanne-Sport       | FC Lausanne-Sport       | Laurent Roussey | adidas     | BCV/SportXX              |
| FC Luzern               | FC Luzern               | Murat Yakin (1-6) Ryszard Komornicki (7-25) Gerardo Seoane (26, interim) Carlos Bernegger (27-36)                                                                              | adidas     | Otto’s                   |
| FC Sion                 | FC Sion                 | Sébastien Fournier (1-8) Michel Decastel (9-14) Pierre-André Schürmann (15-18) Víctor Muñoz (19-21) Gennaro Gattuso (22-24) 1 Arno Rossini (25-28) 1 Michel Decastel (29-36) 1 | Erreà      | Meubles Descartes Saxon  |
| Fc St. Gallen           | FC St. Gallen           | Jeff Saibene | JAKO       | St.Galler Kantonalbank   |
| FC Thun                 | FC Thun                 | Bernard Challandes (1-16) Mauro Lustrinelli (17-18, interim) Urs Fischer (19-36)                                                                                               | Erima      | Panorama Center/Sky Work |
| FC Zürich               | FC Zürich               | Rolf Fringer (1-17) Urs Meier (18-36) | Nike       | TalkEasy                 |
| Grasshopper Club Zürich | Grasshopper Club Zürich | Uli Forte | Puma       | FROMM/Feldmann Bau AG    |

### Spielorte, Spielstätten und Zuschauer
| Stadt      | Einwohner | Verein                  | Stadion                        | Kapazität | Gesamt  | Schnitt | ± zu 2011/12 |
| ---------- | --------- | ----------------------- | ------------------------------ | --------- | ------- | ------- | ------------ |
| Basel      | 169 0190  | FC Basel                | St. Jakob-Park                 | 038 512   | 522 653 | 029 036 | − 02,48 %    |
| Bern       | 131 4660  | BSC Young Boys          | Stade de Suisse                | 031 783   | 310 275 | 017 237 | − 18,32 %    |
| Genf       | 191 2370  | Servette FC             | Stade de Genève                | 030 084   | 119 992 | 006 666 | − 37,68 %    |
| Lausanne   | 125 8850  | FC Lausanne-Sport       | Stade Olympique de la Pontaise | 015 850   | 103 200 | 005 733 | − 08,54 %    |
| Luzern     | 076 7020  | FC Luzern               | Swissporarena                  | 017 000   | 222 916 | 012 384 | − 12,67 %    |
| Sion       | 029 7180  | FC Sion                 | Stade de Tourbillon            | 016 500   | 182 700 | 010 150 | − 01,23 %    |
| St. Gallen | 072 6420  | FC St. Gallen           | AFG Arena                      | 019 694   | 257 574 | 014 309 | + 33,59 %    |
| Thun       | 042 3300  | FC Thun                 | Arena Thun                     | 010 000   | 095 903 | 005 327 | − 12,67 %    |
| Zürich     | 385 4680  | FC Zürich               | Letzigrund                     | 025 500   | 193 341 | 010 741 | + 02,19 %    |
| Zürich     | 385 4680  | Grasshopper Club Zürich | Letzigrund                     | 025 500   | 154 800 | 008 600 | + 51,00 %    |
| Quelle:    |           |                         |                                |           |         |         |              |

## Die Meistermannschaft des FC Basel
| 1.       | FC Basel |
| FC Basel | - Tor: Yann Sommer (36/-) - Abwehr: Arlind Ajeti (4/-), Philipp Degen (21/3), Aleksandar Dragović (32/3), Joo-ho Park (21/1), Gastón Sauro (16/1), Fabian Schär (21/4), Markus Steinhöfer (29/-), Kay Voser (13/-) - Mittelfeld: Stephan Andrist (1/-), Cabral (27/-), David Degen (26/3), Marcelo Díaz (26/4), Serey Die (14/1), Mohamed Elneny (15/-), Fabian Frei (27/4), Darko Jevtić (2/-), Mohamed Salah (29/5), Valentin Stocker (31/6), Gilles Yapi Yapo (12/2) - Sturm: Endogan Adili (1/-), Raúl Bobadilla (10/1), Simon Grether (2/-), Marco Streller (32/14), Jacques Zoua (24/1) - Trainer: Murat Yakin |

- Alexander Frei (18/7), Radoslav Kováč (5/1) und Stjepan Vuleta (2/-) verliessen den Verein während der Saison.